# Myoprocta
Акучі (Myoprocta) — рід гризунів родини агутієвих (Dasyproctidae), що представлений двома видами, які займають сусідні ареали в північній частині Південної Америки в тропічних лісах басейну Амазонки. 

## Таксономічні примітки
Назва acouchy була застосована до червоного акучі Томасом (1926), Еммонс і Феєром (1997) та ін, а до зеленого акучі Тейтом (1939), Вудсом (1993) та іншими. Восс і ін. (2001) віддає перевагу географії, щоб стабілізувати номенклатуру.

## Зовнішня морфологія
Довжина голови й тіла: 320–380 мм, хвіст: 45–80 мм, вага: 600–1300 грамів. Шерсть груба. Верхня частина, як правило, від червонуватого до чорнуватого або зеленувата. Мордочка і боки голови часто яскраво забарвлені в жовтий, помаранчевий або червоний колір. Нижня частина тіла бурувата, оранжевувата, жовтувата або білувата. Хвіст, який вкритий короткою шерстю, знизу білий; можливо це використовується як сигнальний засіб.
Myoprocta близькі до Dasyprocta але, як правило, набагато менші й мають помітніший хвіст. Різці світло-оранжеві. Самки мають чотири пари черевних молочних залоз.

## Поведінка
Не так залежить від води, як представники роду Dasyprocta, але його не знаходили далеко від джерела води. В основному денний і наземний, іноді живе в норах. Власних нір не риє: створює кубла з листя в порожнинах дерев або в норах броненосців. Поведінка стосовно харчування дуже схожа на поведінку Dasyprocta.

## Життєвий цикл
Вагітність триває близько 99 днів. народжується від одного до трьох, найчастіше два дитинча. Новонароджені важать 100 грамів, вони повністю вкриті хутром і їхні очі відкриті. Період лактації потрібний для виживання: 14 днів. Статева зрілість досягається у 8–12 місяців. Тривалість життя у неволі: трохи більше 10 років.